# Radarvorpostenunterseeboot

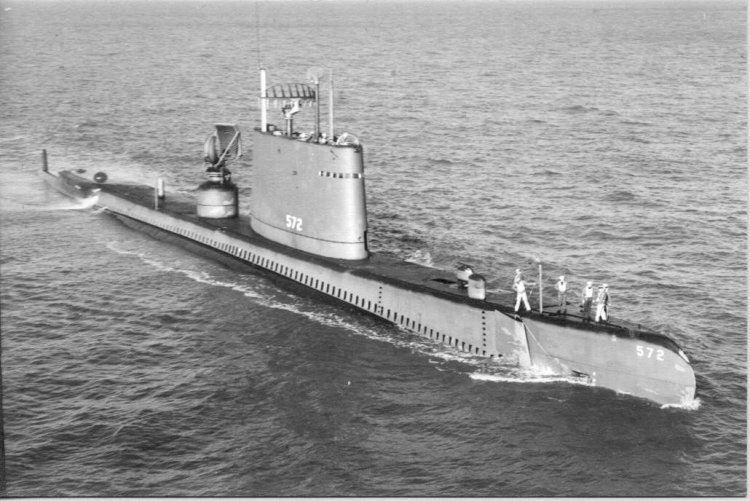
USS Sailfish (SSR-572) mit charakteristischer Radaranlage auf und hinter dem Turm

Radarvorpostenunterseeboote sind Unterseeboote, die mit einer leistungsstarken Radaranlage ausgerüstet sind und damit eine größere Überwasserflotte, insbesondere Flugzeugträgerkampfgruppen, unterstützen können. In der US Navy wurden sie als Ship Submersible Radar (SSR) bzw., wenn mit einem Nuklearantrieb ausgerüstet, als Ship Submersible Radar Nuclear (SSRN) klassifiziert.
In der Zeit des Zweiten Weltkrieges und des frühen Kalten Kriegs war die Reichweite von Radaranlagen noch sehr begrenzt. Um die Erkennungsreichweite eines Flottenverbands auszudehnen, setzte man kleinere Schiffe mit starken Radaranlagen ein, die als Radarvorposten (radar picket) dienten. Dies hatte, neben der Reichweitenvergrößerung, den zusätzlichen Vorteil, dass damit das Problem gelöst wurde, dass ein aktiver Radarsender von einem Gegner aus sehr großer Entfernung erkannt werden kann. Die Aufmerksamkeit wurde auf die einzelnen Vorposten gelenkt, sodass der Hauptverband unentdeckt bleiben konnte.

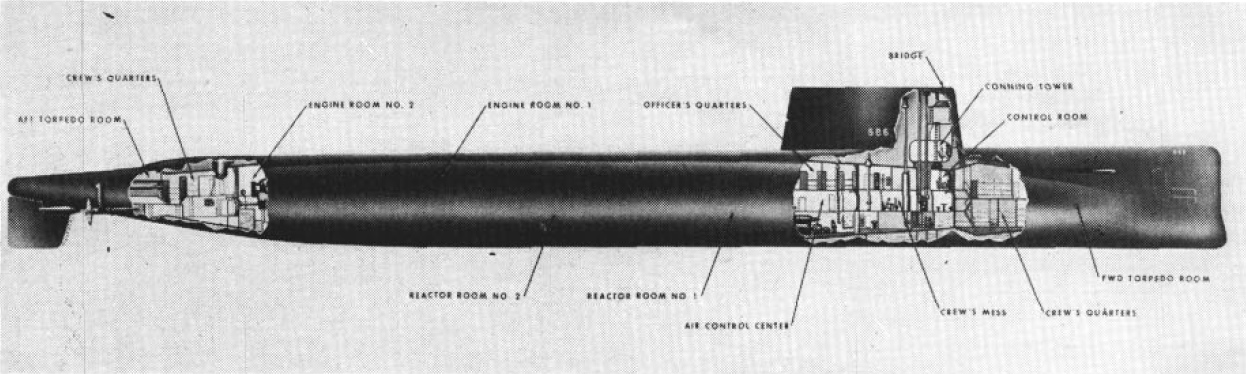
Schnittbild der USS Triton (SSRN-586) mit „Air Control Center“ zur Luftraumüberwachung

Um nun die Vorposten selbst vor Angriffen zu schützen, entwickelte sich insbesondere in der US Navy das Konzept des Radarvorpostenunterseeboots (SSR). Diese sollten sich der Entdeckung und einem eventuellen gegnerischen Angriff durch Tauchen entziehen können. Zunächst wurden konventionelle Unterseeboote im Rahmen eines Programms namens Migraine für diese Aufgabe umgerüstet. Mitte der 1950er Jahre baute die US Navy außerdem mit den beiden Booten der Sailfish-Klasse, Sailfish und Salmon, speziell für diese Aufgabe entworfene Unterseeboote. Es stellte sich heraus, dass konventionell angetriebene Unterseeboote für den Einsatz zusammen mit schnellen Flugzeugträgergruppen jedoch zu langsam waren. Deswegen entwarf man die leistungsfähigere Triton-Klasse mit Kernenergieantrieb (SSRN). Von den geplanten fünf Booten wurde jedoch letztendlich nur die USS Triton gebaut. Ende der 1950er Jahre war das Konzept der Radarvorpostenunterseeboote durch die Einführung von trägergestützten Flugzeugen mit leistungsfähigem Aufklärungsradar – insbesondere Grumman E-1 Tracer und deren Nachfolgerin E-2 Hawkeye –, obsolet geworden und wurde aufgegeben.

## Radarvorpostenunterseeboote

### United States Navy
- Balao-Klasse (Klasse als Jagdunterseeboote gebaut, Boot individuell im Programm Migraine I umgerüstet, später wieder zurückgebaut)
  - USS Burrfish (SSR-312)
- Gato-Klasse (Klasse als Jagdunterseeboote gebaut, Boote individuell als Programm Migraine III umgerüstet, später meist wieder zurückgebaut)
  - USS Pompon (SSR-267)
  - USS Rasher (SSR-269)
  - USS Raton (SSR-270)
  - USS Ray (SSR-271)
  - USS Redfin (SSR-272)
  - USS Rock (SSR-274)
- Sailfish-Klasse (als SSR gebaut)
  - USS Sailfish (SSR-572)
  - USS Salmon (SSR-573)
- Tench-Klasse (Klasse als Jagdunterseeboote gebaut, Boote individuell in den Programmen Migraine I & II umgerüstet, später meist wieder zurückgebaut)
  - USS Requin (SSR-481)
  - USS Spinax (SSR-489)
  - USS Tigrone (SSR-419)
- Triton-Klasse (als SSRN gebaut)
  - USS Triton (SSRN-586)